# 森登霍斯特
森登霍斯特（德語：Sendenhorst，發音：[ˈzɛndn̩ˌhɔʁst] ⓘ）是德国北莱茵-威斯特法伦州明斯特行政区瓦伦多夫县的城市，面积96.95平方千米，2023年12月31日人口为13,760人。